# Yuan Yuan (nadadora)
Yuan Yuan (República Popular China, 11 de enero de 1976) es una nadadora china retirada especializada en pruebas de estilo braza, donde consiguió ser medallista de bronce mundial en 1994 en los 100 metros estilo braza.

## Carrera deportiva
En el Campeonato Mundial de Natación de 1994 celebrado en Roma (Italia), ganó la medalla de bronce en los 100 metros estilo braza, con un tiempo de 1:10.19 segundos, tras la australiana Samantha Riley  (oro con 1:07.69 segundos que fue récord del mundo) y su paisana la también china Guohong Dai  (plata con 1:09.26 segundos.